# New Meadows
New Meadows település az Amerikai Egyesült Államok Idaho államában, Adams megyében. Lakosainak száma 517 fő (2020. április 1.).

## Népesség
A település népességének változása:

| 2010 | 496 |
| 2020 | 517 |